# Angelina Köhler
Angelina Köhler (* 12. November 2000 in Dernbach) ist eine deutsche Schwimmerin. 2024 wurde sie bei den Weltmeisterschaften in Katar Weltmeisterin über 100 Meter Schmetterling.

## Karriere
2016 nahm Köhler an den Junioreneuropameisterschaften teil. Bei den Juniorenweltmeisterschaften 2017 in Indianapolis wurde sie Fünfte über 50 Meter Freistil.
Einen ihrer größten Erfolge als Juniorin konnte sie bei den Olympischen Jugendspielen 2018 erzielen, als sie über 100 Meter Schmetterling Silber und über 50 Meter Schmetterling Bronze gewann.
Bei den Weltmeisterschaften 2019 in Gwangju erreichte sie das Halbfinale über 100 Meter Schmetterling. Bei den Kurzbahneuropameisterschaften 2019 in Glasgow kam sie über 100 und 200 Meter Schmetterling ins Finale. 2022 wurde sie für die Weltmeisterschaften in Budapest nominiert. Mit der 4-mal-100-Meter-Lagen-Mixed-Staffel erreichte sie dort das Finale.
Am 21. April 2023 verbesserte sie den sieben Jahre alten deutschen Rekord über 100 Meter Schmetterling auf 57,22 s.
2024 bei den Weltmeisterschaften in Katar gewann sie Gold über 100 Meter Schmetterling mit einer Zeit von 56,28 s.
Sie ist damit die erste deutsche Weltmeisterin seit 2009. Im WM-Halbfinale hatte sie den deutschen Rekord über 100 Meter Schmetterling auf 56,11 s verbessert.

## Auszeichnungen
- 2019: Sportlerin des Jahres in Niedersachsen
- 2019: Eliteschülerin des Sports Niedersachsen
- 2018: Nachwuchssportlerin des Jahres Niedersachsen

## Erfolge

### Olympische Spiele
2024;
- 4. Platz 100 m Schmetterling
- 9. Platz 4 × 100 m Lagen
- 9. Platz 4 × 100 m Lagen Mixed

### Olympische Jugendspiele
2018:
- 2. Platz 100 m Schmetterling
- 3. Platz 50 m Schmetterling
- 13. Platz 50 m Freistil
- 4. Platz 4 × 100 m Freistil Mixed

### Weltmeisterschaften
Juniorenweltmeisterschaften 2017 in Indianapolis
- 5. Platz 50 m Freistil
- 13. Platz 50 m Schmetterling
- 7. Platz 4 × 100 m Lagen Mixed
- 6. Platz 4 × 100 m Freistil

2019:
- 9. Platz 4 × 100 m Lagen
- 13. Platz 100 m Schmetterling

2022:
- 8. Platz 4 × 100 m Lagen Mixed
- 14. Platz 100 m Schmetterling

2024:
- 1. Platz 100 m Schmetterling

### Europameisterschaften
2019:
- 8. Platz 100 m Schmetterling
- 8. Platz 200 m Schmetterling

2023:
- 1. Platz 200 m Schmetterling
- 2. Platz 100 m Schmetterling

### Deutsche Meisterschaften
Deutsche Schwimmmeisterschaften 2018:
- 1. Platz 50 m Freistil
- 3. Platz 100 m Schmetterling

Deutsche Kurzbahnmeisterschaften 2018:
- 1. Platz 50 m Schmetterling
- 1. Platz 100 m Schmetterling
- 3. Platz 50 m Freistil
- 3. Platz 200 m Schmetterling

Deutsche Kurzbahnmeisterschaften 2019:
- 1. Platz 100 m Schmetterling
- 2. Platz 200 m Schmetterling
- 3. Platz 50 m Schmetterling
- 4. Platz 50 m Freistil

Deutsche Schwimmmeisterschaften 2021:
- 1. Platz 50 m Schmetterling
- 1. Platz 100 m Schmetterling
- 2. Platz 50 m Freistil